# Кисела вода
Кисела вода е диалектен израз за минерална вода.
Кисела вода (на македонска литературна норма: Кисела Вода) е квартал на столицата на Северна Македония Скопие, част от община Кисела вода.

## География
Кисела вода е разположен в Скопската котловина в крайната югоизточна част на града.

## История
В края на XIX век Кисела вода е малко българско село в Скопска каза на Османската империя. Църквата „Свети Никита“ е от XVIII век. Според статистиката на Васил Кънчов („Македония. Етнография и статистика“) към 1900 година в Кисела вода живеят 50 българи християни.
В началото на XX век цялото село е под върховенството на Българската екзархия. По данни на секретаря на екзархията Димитър Мишев („La Macédoine et sa Population Chrétienne“) в 1905 година в Кисела вода има 40 българи екзархисти и работи българско училище.
След Междусъюзническата война в 1913 година селото попада в Сърбия.
На етническата си карта от 1927 година Леонард Шулце Йена показва Кисела вода (Kiselavoda) като село с неясен етнически състав.
На етническата си карта на Северозападна Македония в 1929 година Афанасий Селишчев отбелязва Кисела вода като българско село.
След Скопското земетресение през 1963 година България строи къщи, като част от международната помощ, за пострадалите от земетресението.
Според преброяването от 2002 година Кисела вода, заедно с частите от квартала, които в 2004 година са придадени на новообразуваната община Аеродрум (Аеродрум, Лисиче и Ново Лисиче), и с всички квартали в общината без Усие, Драчево и квартал Драчево има 84 625 жители.
| Националност     | Всичко |
| северномакедонци | 74 431 |
| албанци          | 342    |
| турци            | 419    |
| роми             | 324    |
| власи            | 987    |
| сърби            | 3738   |
| бошняци          | 535    |
| други            | 1849   |